# Theodor Pohlmann
Karl Albert Theodor Pohlmann (* 8. März 1830 in Danzig; † 7. März 1888 in Kiel) war ein preußischer Generalmajor und Kommandeur der 17. Infanterie-Brigade.

## Leben

### Herkunft
Theodor war ein Sohn des Predigers August Pohlmann († 1831) und dessen Ehefrau Rosalie, geborene von Drigalski († 1859).

### Militärkarriere
Nach dem Besuch der St. Johannes und St. Petri-Schule in Danzig sowie der kombinierten Divisionsschule des I. Armee-Korps in Königsberg trat Pohlmann am 24. April 1848 als Dreijährig-Freiwilliger in das 4. Infanterie-Regiment der Preußischen Armee ein. Er avancierte bis Anfang Oktober 1849 zum Sekondeleutnant und absolvierte ab Oktober 1853 für drei Jahre die Allgemeine Kriegsschule. Daran schloss sich auf ein Jahr seine Kommandierung zur Dienstleistung beim 1. kombinierten Reserve-Bataillon an. Pohlmann stieg Ende Mai 1859 zum Premierleutnant auf und war von Mai 1860 bis März 1862 zur Topographische Abteilung des Großen Generalstabs kommandiert. Er wurde am 8. Februar 1863 als Adjutant zum Stab des Generals der Infanterie von Werder kommandiert, der zu diesem Zeitpunkt als Militärgouverneur den Oberbefehl über das I., II., V. und VI. Armee-Korps innehatte. Unter Belassung in diesem Kommando wurde Pohlmann am 2. Juni 1863 als Hauptmann in das Leib-Grenadier-Regiment (1. Brandenburgisches) Nr. 8 versetzt. Mit der Ernennung zum Kompaniechef kehrte er Ende März 1864 in den Truppendienst zurück und führte die 2. Kompanie im folgenden Krieg gegen Dänemark beim Sturm auf die Düppeler Schanzen. Dafür erhielt er am 7. Juni 1864 den Kronen-Orden III. Klasse mit Schwertern.
Während des Deutschen Krieges befehligte Pohlmann 1866 die 1. Kompanie seines Regiments in den Schlachten bei Gitschin und Königgrätz. Unter Belassung in seiner Stellung als Kompaniechef wurde er am 24. Dezember 1867 zum Generalkommando des III. Armee-Korps kommandiert und unter Beibehaltung dieses Kommandos am 22. März 1868 mit Patent vom 9. März 1860 in das 2. Hessische Infanterie-Regiment Nr. 82 versetzt. Pohlmann avancierte Mitte März 1869 zum Major und trat am 21. Oktober 1869 mit der Versetzung in das Schleswig-Holsteinische Füsilier-Regiment Nr. 86 in den Truppendienst zurück. Bei der Mobilmachung anlässlich des Krieges gegen Frankreich wurde er am 16. Juli 1870 zunächst Kommandeur des Ersatz-Bataillons und übernahm am 15. Oktober 1870 das II. Bataillon ernannt. In dieser Stellung nahm er an der Belagerung von Paris, dem Gefecht bei Épinay-sur-Seine sowie der Schlacht bei Saint-Quentin teil und wurde für sein Wirken mit dem Eiserne Kreuz II. Klasse sowie dem Komturkreuz II. Klasse des Albrechts-Ordens mit Kriegsdekoration ausgezeichnet.
Nach dem Friedensschluss stieg Pohlmann Mitte September 1874 zum Oberstleutnant auf, wurde am 2. Januar 1877 als Kommandeur des 5. Ostpreußischen Infanterie-Regiment Nr. 41 nach Königsberg versetzt und Ende März 1877 zum Oberst befördert. Daran schloss sich ab dem 16. Juli 1878 eine Verwendung als Kommandeur des 3. Thüringischen Infanterie-Regiments Nr. 71 in Erfurt an. Sein Regimentschef Fürst Günther verlieh ihm das Ehrenkreuz von Schwarzburg I. Klasse. Mit der Beförderung zum Generalmajor wurde Pohlmann am 15. Mai 1883 als Kommandeur der 17. Infanterie-Brigade nach Glogau versetzt und anlässlich des Ordensfestes im Januar 1886 mit dem Roten Adlerorden II. Klasse mit Eichenlaub ausgezeichnet. Obwohl für einen Posten als Divisionskommandeur empfohlen, nahm er aufgrund großer finanzieller Schwierigkeiten seinen Abschied und wurde daraufhin am 25. Februar 1886 mit Pension zur Disposition gestellt.

### Familie
Pohlmann heiratete 1856 Eveline Hagen. Aus der Ehe gingen die Söhne Kurt (* 1864) und Erich (* 1866) sowie die Töchter Gertrud (* 1867) und Hildegard (* 1872) hervor.